# Фантана Бланарулуј (Васлуј)
Фантана Бланарулуј (рум. Fântâna Blănarului) насеље је у Румунији у округу Васлуј у општини Богдана. Oпштина се налази на надморској висини од 429 m.

## Становништво
Према подацима из 2002. године у насељу је живело 113 становника, од којих су сви румунске националности.